# Lyonsiella quaylei
Lyonsiella quaylei är en musselart som beskrevs av Bernard 1969. Lyonsiella quaylei ingår i släktet Lyonsiella och familjen Verticordiidae. Inga underarter finns listade i Catalogue of Life.